# Вијекес (Порторико)
Вијекес (шп. Vieques) је општина у америчкој острвској територији Порторико, острвској држави Кариба.

## Демографија
По попису из 2010. године број становника је 9.301, што је 195 (2,1%) становника више него 2000. године.
| Група             | 2000.         | 2010.         |
| Белци             | 182 (2,0%)    | 444 (4,8%)    |
| Афроамериканци    | 1.256 (13,8%) | 2.617 (28,1%) |
| Азијати           | 52 (0,6%)     | 6 (0,1%)      |
| Хиспаноамериканци | 8.870 (97,4%) | 8.775 (94,3%) |
| Укупно            | 9.106         | 9.301         |